# Colin McRae Rally
Colin McRae Rally, y más recientemente Dirt, es una serie de videojuegos de carreras elaborado y publicado por Codemasters. En 2007, este juego fue publicado para la plataforma de Macintosh por Feral Interactive y desarrollado por Robosoft Technologies.
La franquicia ha sido un éxito comercial y crítico, y es generalmente reconocido como un pionero del realismo de los juegos de carreras de rally. Sin embargo, el manejo de los coches en los juegos más recientes se describe mejor como arcade. La serie debe su nombre al conductor Colin McRae, quien le proporcionó asesoramiento técnico durante el desarrollo.
A pesar de la muerte de McRae en septiembre de 2007, Codemasters conservó el uso de su nombre en sus juegos de rally, hasta la aparición de DiRT 3, en donde se eliminó su nombre.

## Juegos

### Colin McRae Rally
Colin Mcrae Rally, el primer título de la serie, fue lanzado para PC y PlayStation a finales de 1998 en el Reino Unido a principios de 2000 en los Estados Unidos. El juego ofrecía coches reales y competencias del Campeonato Mundial de Rally de 1998. El Subaru Impreza de Colin McRae fue la figura en la portada del juego.
El juego contiene etapas en ocho países; Nueva Zelanda, Grecia, Austria, Australia, Suecia, Córcega, Indonesia y el Reino Unido. La versión para PC también incluye cuatro pistas desbloqueables que no se atribuyen a lugares del mundo real. 
Aparte de Colin McRae a sí mismo, y Travis Pastrana en Colin McRae: Dirt , esta primera edición del juego destacado del mundo real que todos los conductores de las secuelas de ficción utilizan los competidores. Destacado del mundo real son los conductores Didier Auriol, Philippe Bugalski, Richard Burns, Juha Kankkunen, Piero Liatti, Alister McRae, Colin McRae, Harri Rovanperä, Carlos Sainz, Bruno Thiry, Oriol Gómez y Kenneth Backlund en el lugar de Tommi Mäkinen,( Los shaggys) que tiene su propio juego de rally.

### Colin McRae Rally 2.0
Este segundo juego presenta la especificación 1999-Ford Focus WRC, la especificación 2000-Ford Focus WRC, Mitsubishi Lancer EVO VI Gr.A, Subaru Impreza WRC2000, Peugeot 206 WRC, Toyota Corolla y CMR Seat Córdoba WRC, entre otros coches. Los países incluidos son Kenia (grava y asfalto), Finlandia (grava y barro), Reino Unido (asfalto, barro y tierra batida), Suecia (nieve y hielo), Australia (guisante grava suelta), Japón (1 etapa en el modo de desafío), Francia (Córcega) (asfalto), Grecia (áspera tierra batida), y el Italia (asfalto). El coche aparecido en la portada del juego fue el Ford Focus McRae CMR 2000 (V3 FMC).

### Colin McRae Rally 3
Los automóviles incluidos en esta versión son el Subaru Impreza WRX (44S), Mitsubishi Lancer EVO VII, Citroën Xsara Kit Car, Citroën Saxo VTR, MG ZR,  Ford Puma Racing, Fiat Punto, todos disponibles para el modo Arcade. Hay ocho países: Suecia (nieve), Japón (asfalto mojado), Reino Unido (asfalto mojado / grava y barro), Finlandia (tierra batida), España (hormigón / asfalto), Australia (guisante seco suelto de grava), EE. UU. (grava polvo y asfalto), y Grecia (seca áspera tierra batida).
El campeonato se lleva a cabo en tres años (2002, 2003, 2004) como la raza para tratar de convertirse en el campeón de Sparco Rally Colin McRae en el Ford Focus RS CMR'02. Seis reuniones tienen lugar cada temporada. El coche aparecido en la portada del juego fue el Ford Focus'02 CMR (EK51 HXZ) de 2002, Rally de Catalunya.
Los coches extra incluidos fueron Metro 6R4, Ford RS200, y el Subaru Impreza 44RD. El Subaru Impreza WRX el modelo, incluyendo la matrícula, desde el automóvil perteneciente a John Griffin, quien ayudó con algunas de las investigaciones para el juego. Él todavía es el propietario del coche a partir de 2008.
Este fue el primer juego de Colin McRae lanzado para la PlayStation 2, así como la Xbox. Una versión de GameCube se anunció, pero fue cancelada.

### Colin McRae Rally 04
Esta cuarta encarnación de la serie Colin McRae Rally, a diferencia de los anteriores tres juegos, no tiene licencia oficial de la CMR equipo. Todos los coches eran ficticios o tomados de otros campeonatos de la CMR. Los coches se que incluyen son: Citroën Xsara WRC, Subaru Impreza WRX STi (44S MY04), Peugeot 206 WRC, Mitsubishi Lancer Evolución VIII, y el Ford Focus WRC 2011. Dos ruedas motrices (2WD) se incluyen los coches: Citroën Saxo, Ford Puma, Fiat Punto, Volkswagen Golf GTI y MG ZR 160. También hay coches de Grupo B: Lancia 037,  Peugeot 205 T16, Ford RS200 y  Audi Sport Quattro S1. Nicky Grist es sustituido por Derek Ringer en el copilotaje, aunque se puede optar por la molienda de todos los vehículos excepto el Xsara. Los países son: España (asfalto), Reino Unido (tierra batida), Grecia (áspera tierra batida), EE. UU. (grava fina), Japón (asfalto mojado), Suecia (nieve / hielo), Australia (guisante de tierra batida) y Finlandia (tierra batida). En el Reino Unido, EE. UU., Suecia y Australia también están el Super Especial etapas. Hay seis campeonatos para completar, incluyendo el modo experto, 2WD normal, avanzado, 4wd normal y avanzado Grupo B normales. El coche aparecido en la portada del juego fue el Citroën Xsara WRC'03 (22BJM 92).

### Colin McRae Rally 2005
En 2005, la instalación de la franquicia McRae tiene más de 70 etapas repartidas en nueve países: Australia (grava suelta), Japón (asfalto), Finlandia (tierra batida), Grecia (áspera rocosa tierra batida), Reino Unido (asfalto, barro y tierra batida), España (buen asfalto), EE. UU. (grava / polvoriento asfalto), Suecia (nieve y hielo), y Alemania (abrasivo asfalto / barro). Hay más de 30 vehículos disponibles, incluyendo CMR'01 Ford Focus, Subaru Impreza WRX Sti'04 (que figura en la portada), la CMR'04 Citroën Xsara, Peugeot 206 WRC2003, y Mitsubishi Lancer EVO VIII (8). Existe también una versión revisada de gráficos / daños del motor, que permite pintar rayas en el coche, y un nuevo modo de carrera que el jugador comienza en el club de ligas menores y trabaja su manera de competir con Colin McRae en el Dakar 2004 Rally Nissan Pick-Up. En el 'Campeonato de modo que el jugador compite como el propio Colin competir en 6 Rallys utilizando cualquier coche 4x4.
El motor gráfico del juego permite más realistas efectos de daño y un efecto de visión borrosa, si el jugador entra en contacto con un objeto duro.

Dos versiones de este juego se han creado, J2ME un título desarrollado por IOMO y publicado por Digital Bridges y una N-Gage título desarrollado por Ideaworks3D. Ambos fueron nominados para BAFTAs en el móvil de mano y categorías respectivamente. (enlace roto disponible en Internet Archive; véase el historial, la primera versión y la última).

### Colin McRae: DiRT
En E3 de 2006, Codemasters reveló que un nuevo juego de McRae fue en el desarrollo de la PlayStation 3, Xbox 360 y  Windows. El 20 de julio de 2006, Codemasters anunció que el título del nuevo juego seríaColin McRae: DIRT en Europa, yDIRT: Colin McRae Off-Road en los Estados Unidos.
El título fue lanzado el 15 de junio de 2007 en Europa y el 19 de junio de 2007 en América del Norte para la Xbox 360 y  PC. La versión para PS3 se publicó el 15 de septiembre de 2007.
Una demostración para la Xbox 360 está disponible en Xbox Live para su descarga. También hay una demo para PlayStation 3 disponible para su descarga a partir de la PlayStation Network.
Gráficamente, el juego ha mejorado mucho más de Colin McRae 2005 en particular, con el agregado de Direct3D 9 flor y HDR que trae a la vida el juego más realista que permite efectos de iluminación. Además, el daño del motor se ha mejorado el coche que permite que se deforme y diferente dañado con cualquier colisión.

### Colin McRae Rally Mac
Una edición especial de Colin McRae 2005 para Mac llegó al mercado el 26 de octubre de 2007, apenas seis semanas después de la muerte del fallecimiento del piloto escocés en un accidente de helicóptero. Fue desarrollada por Robosoft Technologies y publicada por Feral Interactive.
El desarrollo de esta versión sufrió varias complicaciones, razón por la cual Feral decidió publicarla como independiente a la franquicia de PC.

### Colin McRae: DiRT 2
Codemasters en noviembre de 2008 reveló una secuela del éxito de Colin McRae: DIRT, sistema de despacho en 2009. Así como que figuren en PlayStation 3, Xbox 360 y  Windows, el juego también está disponible en el Nintendo DS, Wii, y PlayStation Portable. El juego contiene una versión mejorada del motor de juego que EGO potencia el primer juego, así como un completo modo en línea.

### DiRT 3
El 24 de mayo de 2011 fue lanzado DIRT 3 en Europa, América del Norte y Australia para las plataformas Microsoft Windows (PC) , PlayStation 3, Xbox 360 y Nube. Luego fue lanzada una versión japonesa de Dirt 3 el 25 de agosto de 2011. A partir de esta entrega se dejó de utilizar el nombre de Colin McRae como prefijo de los títulos, mas sigue siendo considerada una entrega secuela de DiRT 2.

### Colin McRae Rally (2013)
El 2013, lanzaron el reciente juego para Android y iOS. Combina Colin McRae Rally '05, '04 y '02. Codemasters decidió hacer un juego que pueda jugarse en Android y iOS. En esta fecha, fue lanzado en PC y Mac.El juego tiene controles táctiles y giroscópio, voz de Nicky Grist y más de 135 km de pista.Se compra el juego.(Valor $0.99 dólares, CLP$1335 estimados)

### DiRT Rally
Juego lanzado en Early Access en abril de 2015 y lanzado en versión final a mediados de noviembre de 2015 para PC, la versión de PS4 y Xbox One fue lanzada en abril de 2016, entre las novedades se encuentran una reconstrucción de la arquitectura de juego, dejando de lado lo Arcade y regresando a sus orígenes con garra.
Desde su salida en Early Access se ha alabado su gameplay reconstruido, aunque de momento es falto de contenido a diferencia de DiRT 3 que está relleno de contenido desde inservible hasta lo más útil, pero esto no afecta en mucho, ya que el manejo de los coches es excepcional y su dificultad es digna de campeonato.
Otras mejoras incluyen un cambio no radical gráficamente respecto a DiRT3, pero aumenta en físicas y visuales más avanzadas.

### DiRT 4
Juego lanzado el 9 de junio de 2017 para Xbox One, PlayStation 4 y Windows.

### DiRT Rally 2.0
Lanzado en febrero de 2019 para PC, Playstation 4 y Xbox One, DiRT Rally 2.0 es la secuela directa de DiRT Rally. Continuando el enfoque en la simulación, el juego presenta etapas en Nueva Zelanda, Argentina, Polonia, España, Australia y los Estados Unidos, con la opción de comprar contenido descargable incluyendo nuevas etapas y vehículos.

### DiRT 5
En mayo de 2020, Codemasters anunció Dirt 5. El juego se lanzó en noviembre de 2020 para Microsoft Windows, PlayStation 4, PlayStation 5, Xbox One y Xbox Series X y en marzo de 2021 para Google Stadia.

### Futuro
Actualmente se sospecha que el trabajo en los juegos de Dirt se ha suspendido para desarrollar el próximo juego con licencia WRC.

## Premios
El éxito de los juegos Colin McRae Rally tuvo resultado en el Guinness World Records, la concesión de 6 récords mundiales en el Guinness World Records: Gamer la edición de 2008. Estos registros incluyen, "Física más rápido del motor en un juego de carreras", La mayoría de vistas de cámara en un juego de carreras ", y" La mayoría de complejos de audio en un juego de carreras ". Colin McRae: DIRT activa puede tener 96 efectos de sonido por coche en un momento dado , y con 16.121 muestras diferentes de audio aparecen en juego, hay 1.005.772.154.467.879.035.136 diferentes combinaciones de sonidos que pueden ocurrir.